# Pitu Airport
Pitu Airport är en flygplats i Indonesien.   Den ligger i provinsen Moluckerna, i den nordöstra delen av landet, 2 600 km öster om huvudstaden Jakarta. Pitu Airport ligger 27 meter över havet. Den ligger på ön Pulau Morotai.
Terrängen runt Pitu Airport är platt. Havet är nära Pitu Airport åt sydväst.